# پیت دوئل
پیت دوئل (انگلیسی: Pete Duel؛ ۲۴ فوریهٔ ۱۹۴۰ – ۳۱ دسامبر ۱۹۷۱) یک هنرپیشه اهل ایالات متحده آمریکا بود.
از فیلم‌هایی که او در آن نقش آفرینی کرده‌است می‌توان به توپ برای کوردوبا و جهنم با قهرمانانو سریال جونزواسمیت اشاره کرد.